# Hamelia rovirosae
Hamelia rovirosae är en måreväxtart som beskrevs av Herbert Fuller Wernham. Hamelia rovirosae ingår i släktet Hamelia och familjen måreväxter. Inga underarter finns listade i Catalogue of Life.